# 김용민 (배우)
김용민(1977년 9월 22일 ~ 현재)은 대한민국의 배우이다.

## 학력
- 서울예술대학 방송연예과
- 국민대학교 연극과
- 국민대학교 대학원 연극전공

## 출연작

### 연극, 뮤지컬
- 2004년 《상상병 환자》... 아르강 역
- 2006년 《착한여자 이대평》... 이대평 역
- 2007년 《녹차정원》... 최영재 역
- 2007년 《일주일》... 장길수 역
- 2007년 《성난 얼굴로 돌아보라》... 지미 역
- 2008년 《헬로우 오스카》... 오스카 역
- 2008년 《투멘투》... 용민 역
- 2009년 《사랑은 비를 타고》... 동현 역
- 2010년 《별이 빛나는 날에》... 스가나렐 역
- 2010년 《이기적 거인》... 보스 역

### 드라마
- 2001년 MBC 《베스트극장 - 그러나 기억하라》
- 2007년 MBC 《하얀거탑》... 함민승 역
- 2007년 KBS2 《착한여자 백일홍》... 강기철 역
- 2007년 MBC 《옥션 하우스》... 박민근 역
- 2008년 MBC 《밤이면 밤마다》... 오종규 역

### 뮤직비디오
- 유성규(노블레스) - 《Bravo》
- 서문탁 - 《가거라 사랑아》
- 초월 - 《담배 한 개피》